# زب در مقابل پاپریکا
زب در مقابل پاپریکا (انگلیسی: Zeb vs. Paprika) یک فیلم کمدی صامت آمریکایی است که در سال ۱۹۲۴ منتشر شد.

## بازیگران
- استن لورل
- جیمز فینلیسون
- اینا گرگوری
- ادی بیکر
- سمی بروکس
- چارلی هال
- جان بی. اوبراین
- هری ال. راتنبری
- نوآ یانگ
- هلن گیلمور
- جرج رو
- ارل موهان
- بیلی اِنگِل